# 張一坤
張一坤（1540年—？），字子簡，號含宇，浙江紹興府山陰縣人，民籍，明朝政治人物、進士出身。

## 生平
嘉靖四十年（1561年）辛酉科浙江鄉試第八十九名，會試第一百六十二名，萬曆二年（1574年）登甲戌科第二甲第五十六名進士。四年同考順天鄉試，授刑部主事，九年十一月往江北恤刑，累升山東副使，十七年四月復除江西副使，二十年四月升本省右參政，二十一九月升雲南按察使、兵备騰冲，二十二年正月補任廣東，兵备高肇，二十五年五月升江西右布政使。

## 家族
曾祖父張以弘，曾任布政司左參議；祖父張景琦，曾任知府；父張元冲，曾任巡撫江西右副都御史。母胡氏（封孺人）。慈侍下。兄一中、一乾、一琴。子張鎡，字孔時，號自谷，晉王左長史。